# Cauceno
Cauceno (em latim: Caucenus) foi um chefe dos Lusitanos, uma tribo proto-céltica do oeste da Hispânia. Ele foi uma figura militar importante durante a fase inicial da Guerra Lusitana.

## Biografia
Em 153 a.C., Cauceno liderou o seu exército lusitano numa campanha militar. Ele e o seu exército invadiram o território dos cinetes, e capturaram sua cidade capital, Conistorgis.
Eles continuaram sul e, após adquirirem navios, atravessaram o estreito de Gibraltar para invadir a região africana da Mauritânia. Lá, ele dividiu as suas forças: a primeira parte conquistou as terras próximas enquanto a segunda cercou a cidade de Ocile, possivelmente a atual Arzila. No entanto, Múmio, recém-saído de sua vitória sobre as tropas de Césaro, veio ajudar os cidadãos com 9.500 soldados. Como os lusitanos estavam desprevenidos e envolvidos no cerco, foram rapidamente derrotados, com 15.000 deles morrendo. Ele posteriormente encontrou outro grupo que carregava despojos e também os derrotou antes de retornar a Roma.